# 演劇検閲法
演劇検閲法（えんげきけんえつほう、英語:Licensing Act 1737）は、1737年に制定されたイギリスにおける議会制定法である。
自国について劇場という場でどのようなことが表現されるか、規制・統制する目的を持って定められている。宮内長官（Lord Chamberlain）が公式な検閲部署であったが、法の制定によって、演劇調査部（Examiner of Plays）が補佐することになり、1737年 – 1968年の間の全戯曲は検閲されていた。調査部は上演予定の戯曲を精査し、要旨を提出し、上演権利が与えられるよう推薦をしていた。なお演劇検閲法は1843年（Theatres Act 1843）と1968年（Theatres Act 1968）に変更されている。